# Liscomb
Liscomb és una població dels Estats Units a l'estat d'Iowa. Segons el cens del 2000 tenia 272 habitants.

## Demografia
Segons el cens del 2000, Liscomb tenia 272 habitants, 113 habitatges, i 72 famílies. La densitat de població era de 107,2 habitants/km².
Dels 113 habitatges en un 31% hi vivien nens de menys de 18 anys, en un 54% hi vivien parelles casades, en un 7,1% dones solteres, i en un 35,4% no eren unitats familiars. En el 31% dels habitatges hi vivien persones soles el 17,7% de les quals corresponia a persones de 65 anys o més que vivien soles. El nombre mitjà de persones vivint en cada habitatge era de 2,41 i el nombre mitjà de persones que vivien en cada família era de 3.
Per edats la població es repartia de la següent manera: un 25% tenia menys de 18 anys, un 7,7% entre 18 i 24, un 28,7% entre 25 i 44, un 22,1% de 45 a 60 i un 16,5% 65 anys o més.
L'edat mediana era de 39 anys. Per cada 100 dones de 18 o més anys hi havia 100 homes.
La renda mediana per habitatge era de 40.000 $ i la renda mediana per família de 41.071 $. Els homes tenien una renda mediana de 28.750 $ mentre que les dones 21.667 $. La renda per capita de la població era de 16.678 $. Entorn del 9,2% de les famílies i el 8,1% de la població estaven per davall del llindar de pobresa.

## Poblacions més properes
El següent diagrama mostra les poblacions més properes.